# Episodi di Hamburg Distretto 21 (undicesima stagione)
L'undicesima stagione della serie televisiva Hamburg Distretto 21 è stata trasmessa in Germania sulla rete televisiva ZDF dal 15 settembre 2016 al 30 marzo 2017. In Italia è stata trasmessa dal 14 marzo al 10 maggio 2018 su Rete 4.
Protagonisti della stagione sono le coppie di ispettori formate da Mattes Seeler (Matthias Schloo) e Melanie Hansen (Sanna Englund), Tarik Coban (Serhat Cokgezen) e Claudia Fischer (Janette Rauch), Hans Moor (Bruno F. Apitz) e Franziska Jung (Rhea Harder), che si alternano ciclicamente nel corso dei 29 episodi.
| nº | Titolo originale           | Titolo italiano                           | Prima TV Germania | Prima TV Italia |
| -- | -------------------------- | ----------------------------------------- | ----------------- | --------------- |
| 1  | In Hamburg essen sie Hunde | Ad Amburgo mangiano i cani (prima parte)  | 15 settembre 2016 | 14 marzo 2018   |
| 1  | In Hamburg essen sie Hunde | Ad Amburgo mangiano i cani(seconda parte) | 15 settembre 2016 | 15 marzo 2018   |
| 2  | Crystal                    | Crystal                                   | 22 settembre 2016 | 19 marzo 2018   |
| 3  | Gegen die Uhr              | Corsa contro il tempo                     | 29 settembre 2016 | 20 marzo 2018   |
| 4  | Die Sennerin vom Waseberg  | Omicidio su commissione                   | 6 ottobre 2016    | 21 marzo 2018   |
| 5  | Schatten der Vergangenheit | Ombre dal passato (prima parte)           | 13 ottobre 2016   | 22 marzo 2018   |
| 5  | Schatten der Vergangenheit | Ombre dal passato (seconda parte)         | 13 ottobre 2016   | 23 marzo 2018   |
| 6  | Plan B                     | Piano B                                   | 20 ottobre 2016   | 26 marzo 2018   |
| 7  | Verfolgt                   | Presa di mira                             | 27 ottobre 2016   | 27 marzo 2018   |
| 8  | Franzis Albtraum           | L'incubo di Franz                         | 3 novembre 2016   | 28 marzo 2018   |
| 9  | Die zweite Chance          | Una seconda possibilità                   | 10 novembre 2016  | 29 marzo 2018   |
| 10 | Morgenland                 | Il sentiero dorato                        | 17 novembre 2016  | 3 aprile 2018   |
| 11 | Enkeltrick                 | Truffa telefonica                         | 24 novembre 2016  | 4 aprile 2018   |
| 12 | Stumme Angst               | Ematomi sospetti (prima parte)            | 1º dicembre 2016  | 5 aprile 2018   |
| 12 | Stumme Angst               | Ematomi sospetti (seconda parte)          | 1º dicembre 2016  | 6 aprile 2018   |
| 13 | Schuld                     | La colpa                                  | 8 dicembre 2016   | 9 aprile 2018   |
| 14 | Der Clan                   | Il clan                                   | 15 dicembre 2016  | 10 aprile 2018  |
| 15 | Letzte Worte               | Le ultime parole (prima parte)            | 22 dicembre 2016  | 11 aprile 2018  |
| 15 | Letzte Worte               | Le ultime parole (seconda parte)          | 22 dicembre 2016  | 12 aprile 2018  |
| 16 | Mattes im Fadenkreuz       | Mattes nel mirino                         | 29 dicembre 2016  | 16 aprile 2018  |
| 17 | Abgeschoben                | Espulsi (prima parte)                     | 5 gennaio 2017    | 17 aprile 2018  |
| 17 | Abgeschoben                | Espulsi (seconda parte)                   | 5 gennaio 2017    | 18 aprile 2018  |
| 18 | Todesraser                 | Sfide Mortali                             | 12 gennaio 2017   | 19 aprile 2018  |
| 19 | Der Kaffeekönig            | Il re del caffè                           | 19 gennaio 2017   | 23 aprile 2018  |
| 20 | Du liebst mich             | Chi ama chi                               | 26 gennaio 2017   | 24 aprile 2018  |
| 21 | Sprache der Stärke         | La lingua dei prepotenti                  | 2 febbraio 2017   | 26 aprile 2018  |
| 22 | Der Heiler                 | Il guaritore                              | 9 febbraio 2017   | 30 aprile 2018  |
| 23 | Besessen                   | Il mondo in miniatura                     | 16 febbraio 2017  | 2 maggio 2018   |
| 24 | Ein guter Junge            | Un bravo ragazzo                          | 23 febbraio 2017  | 3 maggio 2018   |
| 25 | Weggesperrt                | Rinchiusa                                 | 2 marzo 2017      | 4 maggio 2018   |
| 26 | Engel                      | Angelo                                    | 9 marzo 2017      | 5 maggio 2018   |
| 27 | Brandstifter               | Intimidazioni                             | 16 marzo 2017     | 7 maggio 2018   |
| 28 | Die Abrechnung             | La resa dei conti                         | 23 marzo 2017     | 8 maggio 2018   |
| 29 | Abnabelung                 | Il taglio del cordone (prima parte)       | 30 marzo 2017     | 9 maggio 2018   |
| 29 | Abnabelung                 | Il taglio del cordone (seconda parte)     | 30 marzo 2017     | 10 maggio 2018  |